# 馬周
馬 周（ば しゅう、601年 - 648年）は、中国唐の政治家。字は賓王。貝州茌平県の出身。

## 生涯
幼少から孤児となり貧しかったが、学問を好み、詩伝に最も詳しかった。武徳年間に州の助教に任命されたが、講義や授業は性に合わず、職を去り長安に移住して、中郎将であった常何の食客となる。
貞観5年（631年）、太宗が百官に詔して政治の得失について議論を出させたところ、武官である常何から提出された二十数か条の意見書が最も適切であった。常何を召したところ、しどろもどろの答えしかできなかったことを怪しみ、さらに問われた常何は、意見書の筆者が馬周であることを明らかにした。
太宗は馬周を召し出してともに語り、大いに意にかなったので監察御史に任命する。たくさんの政治上の意見を上奏し、それらは全て嘉納されたという。給事中から中書舎人・中書令に累進した。馬周は機略に富み弁論がうまく、精密に事を処理したため、当時最高の栄誉を得た。太宗が飛白の書を賜い「鸞鳳凌雲、必資羽翼。股肱之寄、誠在忠良。」と言わしめたことで、その信任の深さを知ることができる。48歳で亡くなったときには、幽州都督を贈り昭陵に陪葬された。

## 伝記資料
- 『新唐書』巻98
- 『旧唐書』巻74